# Bad Fohrenburg

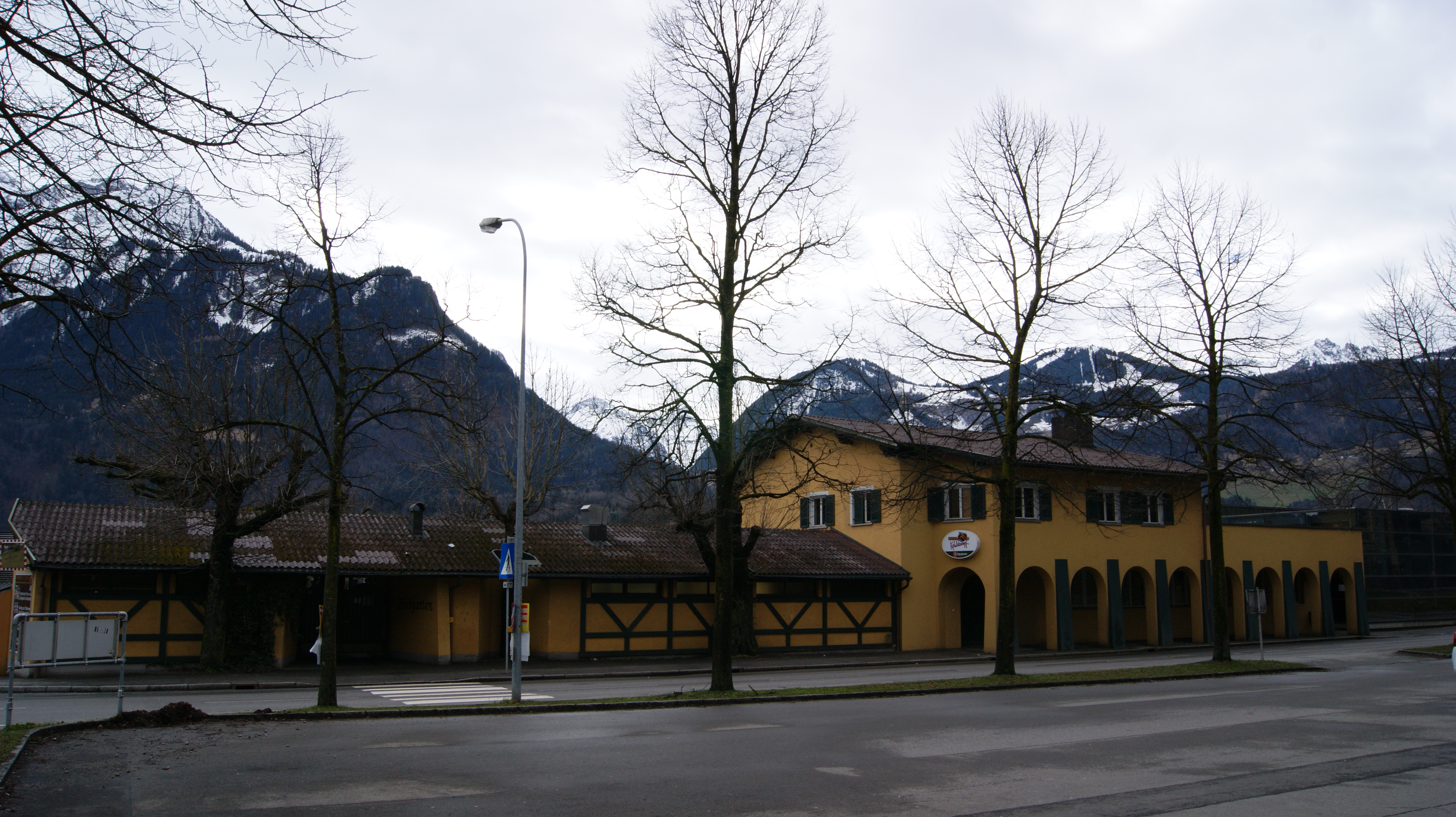
Gasthaus Fohrenburg an der Werdenbergerstraße in Bludenz im Winter 2016

Das Bad Fohrenburg (auch „Bad Hinterplärsch“, 572 m ü. A.) war ein in Bludenz in (Vorarlberg, Österreich) liegendes Heilbad und liegt in der Parzelle „Fohrenburg“ neben der Werdenbergerstraße (L 190), vis-à-vis der später erbauten Brauerei Fohrenburg.

## Geschichte
Der Beginn der Nutzung der Heilquelle im Ortsteil Hinterplärsch (etwa 679 m ü. A.) ist nicht bekannt. Es befindet sich an der Stelle der alten Quellnutzung die Parzelle „Badstuben“. Heute ist dort der Parkplatz der Muttersbergseilbahn Talstation. 
1608 wurde das Wasser erstmals analysiert. Seit der Mitte des 16. Jahrhunderts ist hier ein Bademeister belegt.
Aus dem Bad Hinterplärsch und dem Tschaggunser Tilisunabad musste ein „Bädergeld“, eine Art von Wellnesssteuer, an die Obrigkeit abgeführt werden.
In der Biedermeierzeit wurden die einfach gebauten und baufälligen Badhütten in Hinterplärsch abgerissen, die Quelle neu gefasst und in das 1838 an der Hauptstraße neu errichtete Bad Fohrenburg geleitet.
In der Mitte des 19. Jahrhunderts war Basil Beiser (1795–1875 ), der Stadt- und Gerichtsschreiber sowie Abgeordneter in den Tiroler Landtag (1848) als Wirt in „Bad Fohrenburg“ tätig.
Der Badebetrieb wurde jedoch bereits zum Ende des 19. Jahrhunderts eingestellt. 
1880 wurde die Heilquelle von der Brauerei Fohrenburg gekauft und ab 1881 wurde auch die Heilquelle für die Bierproduktion der Brauerei genutzt.

## Badebetrieb und Heilquelle
Bei der verwendeten Heilquelle handelte es sich um eine kalte Schwefelquelle. Nach Abriss der Badehütten im Ortsteil Hinterplärsch um 1838 wurde über eine etwa 1,2 km lange Leitung (Luftlinie) das Heilwasser in das 1838 neu erbaute Bad Fohrenburg geleitet. Höhepunkt der Nutzung der Heilquelle lag Mitte des 19. Jahrhunderts.
In Eduard Jos Kochs Abhandlung aus dem Jahr 1843: Abhandlung über Mineralquellen in allgemein wissenschaftlicher Beziehung und Beschreibung aller in der Oesterreichischen Monarchie bekannten Bäder und Gesundbrunnen, findet das Bad keine Erwähnung. Josef Zehenter erwähnt das Bad Fohrenburg 1895 in Mineralquellen Vorarlbergs und vermerkt hierzu, dass die Badeanstalt aufgelassen sei und „über das hier verwendete Wasser liegen nur veraltete Angaben vor“.

## Geographie / Topographie
Die ursprünglichen Badehütten befanden sich im Ortsteil Hinterplärsch (etwa 1,5 km Luftlinie vom Stadtzentrum), der Parzelle Badstube, heute Parkplatz der Muttersbergseilbahn. 
Sowohl diese, das daneben befindliche Gasthaus als auch die spätere Unterkunft im Bad Fohrenburg an der Hauptstraße waren eher einfach gehalten.